# 유벽광
제남왕 유벽광(濟南王 劉辟光, ? ~ 기원전 154년)은 중국 전한의 황족 · 제후왕으로, 전한 고조의 손자며 제도혜왕 유비의 아들이다. 오초칠국의 난에 가담했다.

## 일대기
문제 4년(기원전 176년), 제북왕 유흥거가 반란을 일으켰다 자살한 이듬해에, 문제에게서 형제들과 함께 열후로 봉해져 역후(朸侯) 혹 늑후(扐侯)가 되었다. 문제 16년(기원전 164년), 전년 제문왕 유칙이 후사 없이 죽어 폐지된 제나라를 일곱으로 나누어 제도혜왕의 아들들과 성양공왕을 봉하면서 제남나라 왕이 되었다. 제남왕은 재위 4년(기원전 161년), 6년(기원전 159년) 두 차례 입조했다.
전한 경제의 시대에 조조를 주축으로 하여 조정에서 제후왕의 영지를 줄이는 정책을 펴자, 이에 반발한 오왕 유비가 교서왕 유앙을 한편으로 꼬드겼고 유앙은 일곱 제나라 중 성양나라를 제외한 여섯 나라에 사람을 보내 거사에 함께하도록 권했다. 제남왕도 이에 가담해, 가담 의사를 철회한 제효왕을 교서왕, 교동왕, 치천왕과 함께 공격해 제나라 서울 임치를 포위했다. 그러나 조정의 진압군이 오나라와 초나라를 무찌르고 난포와 조양을 보내 제나라를 구원하자, 제나라를 포위한 세 나라의 군대는 흩어져 각각 자기 나라로 갔다. 교서왕이 용서를 구했으나 자살하자, 제남왕도 복주되었다. 제남나라는 폐해져 한나라의 군으로 편입되었다.